# 小国町 (山形県)

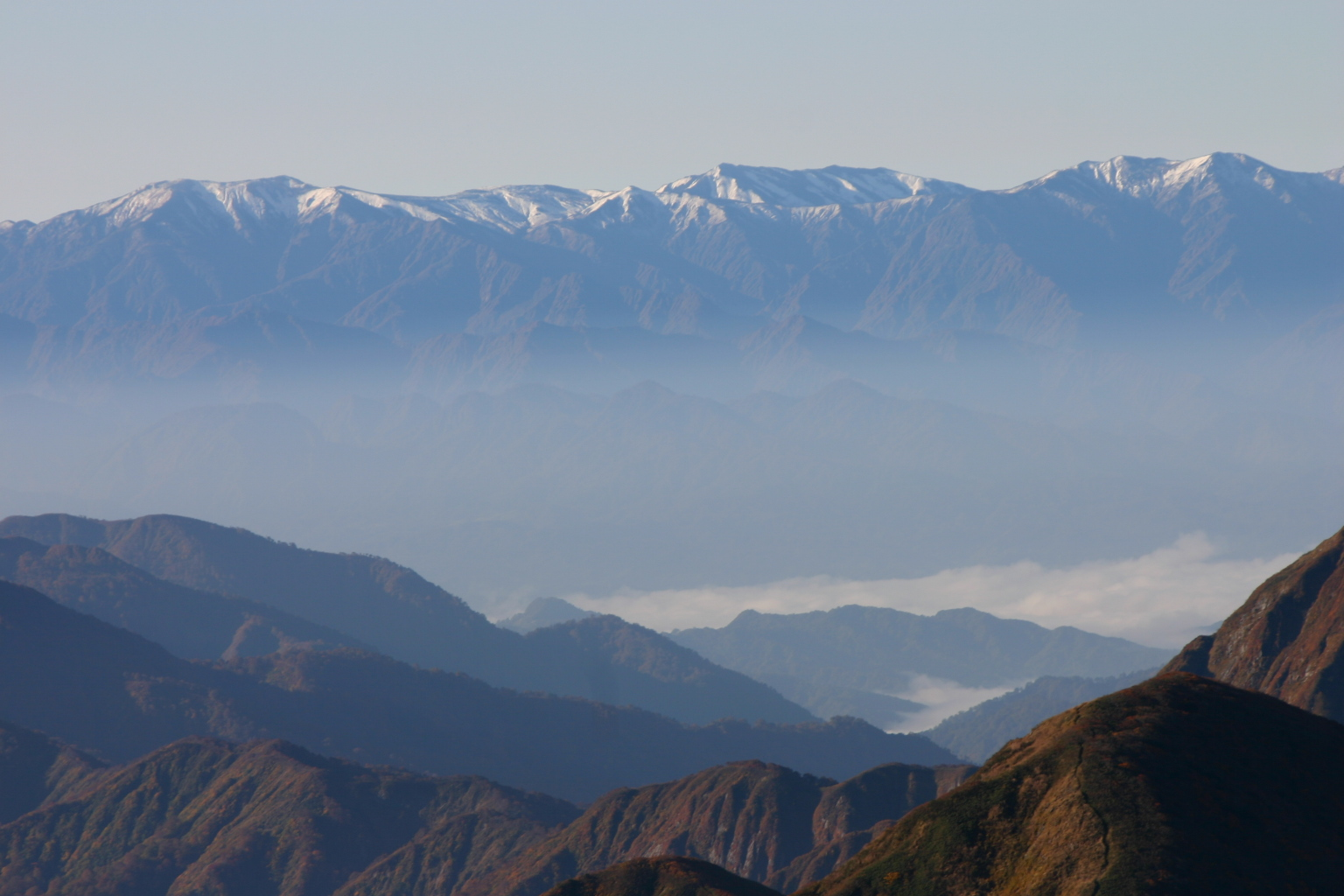
大朝日岳から望む飯豊連峰

小国町（おぐにまち）は、山形県の南西部にある人口約6千人の町。
面積が山形県内で2番目に大きい自治体。
冬季においては、日本海側からの季節風の影響で中心部でも積雪が2mを超えることがある。中でも、沼沢地区では日本有数の豪雪地帯として知られる。また、平野歩夢選手が幼いころスノーボードの練習をした横根スキー場がある。

## 地理
森林セラピー基地に認定されている。
- 山：朝日山地、飯豊連峰
- 河川：荒川、玉川

## 気候
寒暖の差が大きく気温の年較差、日較差が大きい顕著な大陸性気候である。降雪量が多く、周辺の自治体と同様に特別豪雪地帯に指定されている。
| 小国（1991年 - 2020年）の気候      | 小国（1991年 - 2020年）の気候 | 小国（1991年 - 2020年）の気候 | 小国（1991年 - 2020年）の気候 | 小国（1991年 - 2020年）の気候 | 小国（1991年 - 2020年）の気候 | 小国（1991年 - 2020年）の気候 | 小国（1991年 - 2020年）の気候 | 小国（1991年 - 2020年）の気候 | 小国（1991年 - 2020年）の気候 | 小国（1991年 - 2020年）の気候 | 小国（1991年 - 2020年）の気候 | 小国（1991年 - 2020年）の気候 | 小国（1991年 - 2020年）の気候 |
| 月                                 | 1月                           | 2月                           | 3月                           | 4月                           | 5月                           | 6月                           | 7月                           | 8月                           | 9月                           | 10月                          | 11月                          | 12月                          | 年                            |
| ---------------------------------- | ----------------------------- | ----------------------------- | ----------------------------- | ----------------------------- | ----------------------------- | ----------------------------- | ----------------------------- | ----------------------------- | ----------------------------- | ----------------------------- | ----------------------------- | ----------------------------- | ----------------------------- |
| 最高気温記録 °C （°F）             | 13.3 (55.9)                   | 17.3 (63.1)                   | 20.1 (68.2)                   | 30.1 (86.2)                   | 34.2 (93.6)                   | 33.7 (92.7)                   | 36.2 (97.2)                   | 38.0 (100.4)                  | 35.6 (96.1)                   | 30.7 (87.3)                   | 25.2 (77.4)                   | 18.1 (64.6)                   | 38.0 (100.4)                  |
| 平均最高気温 °C （°F）             | 2.9 (37.2)                    | 3.8 (38.8)                    | 7.3 (45.1)                    | 14.5 (58.1)                   | 21.2 (70.2)                   | 24.7 (76.5)                   | 27.7 (81.9)                   | 29.5 (85.1)                   | 25.1 (77.2)                   | 18.9 (66)                     | 12.2 (54)                     | 5.6 (42.1)                    | 16.1 (61)                     |
| 日平均気温 °C （°F）               | −0.3 (31.5)                   | −0.1 (31.8)                   | 2.2 (36)                      | 7.7 (45.9)                    | 14.4 (57.9)                   | 18.9 (66)                     | 22.7 (72.9)                   | 23.8 (74.8)                   | 19.5 (67.1)                   | 13.1 (55.6)                   | 6.9 (44.4)                    | 1.9 (35.4)                    | 10.9 (51.6)                   |
| 平均最低気温 °C （°F）             | −3.0 (26.6)                   | −3.5 (25.7)                   | −2.1 (28.2)                   | 1.6 (34.9)                    | 8.2 (46.8)                    | 14.0 (57.2)                   | 18.8 (65.8)                   | 19.5 (67.1)                   | 15.5 (59.9)                   | 9.0 (48.2)                    | 2.9 (37.2)                    | −0.8 (30.6)                   | 6.7 (44.1)                    |
| 最低気温記録 °C （°F）             | −16.0 (3.2)                   | −17.9 (−0.2)                  | −15.0 (5)                     | −8.5 (16.7)                   | −1.1 (30)                     | 5.1 (41.2)                    | 8.4 (47.1)                    | 11.2 (52.2)                   | 6.4 (43.5)                    | 0.4 (32.7)                    | −5.4 (22.3)                   | −11.1 (12)                    | −17.9 (−0.2)                  |
| 降水量 mm （inch）                 | 342.1 (13.469)                | 243.2 (9.575)                 | 202.4 (7.969)                 | 163.0 (6.417)                 | 149.4 (5.882)                 | 191.7 (7.547)                 | 334.2 (13.157)                | 234.7 (9.24)                  | 190.1 (7.484)                 | 234.9 (9.248)                 | 353.8 (13.929)                | 416.7 (16.406)                | 3,051.6 (120.142)             |
| 降雪量 cm （inch）                 | 336 (132.3)                   | 257 (101.2)                   | 159 (62.6)                    | 23 (9.1)                      | 0 (0)                         | 0 (0)                         | 0 (0)                         | 0 (0)                         | 0 (0)                         | 0 (0)                         | 10 (3.9)                      | 176 (69.3)                    | 958 (377.2)                   |
| 平均降水日数 （≥1.0 mm）           | 25.6                          | 22.5                          | 20.8                          | 15.0                          | 12.9                          | 12.3                          | 16.0                          | 13.2                          | 14.2                          | 16.1                          | 20.4                          | 24.3                          | 213.5                         |
| 平均月間日照時間                   | 25.5                          | 42.4                          | 92.3                          | 147.8                         | 189.7                         | 163.4                         | 144.9                         | 179.6                         | 131.8                         | 108.6                         | 65.4                          | 31.3                          | 1,322.6                       |
| 出典1：Japan Meteorological Agency |                               |                               |                               |                               |                               |                               |                               |                               |                               |                               |                               |                               |                               |
| 出典2：気象庁                      |                               |                               |                               |                               |                               |                               |                               |                               |                               |                               |                               |                               |                               |

## 歴史
- 江戸時代は米沢藩領。米沢藩の小国御役屋が置かれていた。
- 1889年（明治22年）4月1日 - 町村制施行、西置賜郡小国本村（おぐにもとむら），南小国村，北小国村，津川村誕生。
  - 小国本村 ← 小国町村，小国小坂町村，岩井沢村，黒沢村，大滝村，種沢村，杉沢村，小倉村，新原村，朝篠村，町原村，松岡村，芹出村，伊佐領村，綱木箱口村，西村，北村，田沢頭村，貝少村，大宮村，増岡村，針生村，新屋敷村，湯花村，古田村，若山村，金目村，小渡村
  - 南小国村 ← 玉川村，足野水村，市野沢村，百子沢村，菅沼村，滝倉村，足水中里村，玉川中里村，樽口村，片貝村，中田山崎村，泉岡村，小玉川村
  - 北小国村 ← 舟渡村，網代瀬村，尻無沢村，松崎村，今市村，栃倉村，越中里村，長沢村，焼山村，樋野沢村，中島村，入折戸村，折戸村，荒沢村，五味沢村，石滝村，小俣村，太鼓沢村，驚村
  - 津川村 ← 市野々村，白子沢村，叶水村，大石沢村，新股村，河原角村，東滝村，西滝村，沼沢村
- 1942年（昭和17年）11月3日 - 小国本村が町制施行・改称して小国町となる。
- 1954年（昭和29年）3月31日 - 小国町、南小国村、北小国村が合併し、小国町となる。
- 1960年（昭和35年）8月1日 - 津川村を編入。
- 1967年（昭和42年）8月28日 - 羽越豪雨により土砂災害の発生多数。国道113号、国鉄米坂線が両方向不通、電話も通じなくなり孤立状態となる[4]。
- 2022年（令和4年）8月4日 - 集中豪雨により国道113号が寸断、米坂線も不通となり、一時的に孤立状態となった[5]。

## 行政
- 町長：仁科洋一（2016年8月2日就任、4期目）
- 町会議員：6人

## 議会
- 町議会

## 施設

### 警察
- 小国警察署

### 消防
- 西置賜行政組合消防本部小国分署

### 医療
- 小国町立病院

### 運動施設
- 小国町総合スポーツ公園
- 小国町民総合体育館

## 財政

### 平成18年度
- 財政力指数 0.29 （ 全国市町村平均 0.53 ）
- 経常収支比率 92.8%
- 標準財政規模 37億9000万円
- 一般会計歳入 57億9600万円
- 一般会計歳出 54億9000万円
- 人口一人当たり人件費・物件費等決算額 18万6947円 （全国市町村平均 11万6701円 ）
- 人口一人当たり職員数 11.70人 （ 全国市町村平均 7.82人 ）
- ラスパイレス指数 90.4 （ 全国町村平均 93.9 ）
- 人口一人当たり人件費 10万4221円
- 実質公債費比率 17.0%

地方債等の残高
- 1普通会計分の地方債現在高 74億0400万円
- 2特別会計分の地方債（企業債）残高 54億1600万円
- 3関係する一部事務組合分の地方債残高 4億8917万円
  - 置賜広域行政事務組合 79億5300万円（負担金割合4.0%)→3億1812万円
  - 西置賜行政組合 11億1800万円 （負担金割合15.3%）→1億7105万円
- 4第3セクター等分の債務保証等による債務残高 1億8500万円

地方債等の残高合計 134億9400万円 （連結会計）
- 町民一人当たりの地方債等残高 141万0178円

## 経済

### 産業
- 一次産業就業者数406人
- 二次産業就業者数2,570人
- 三次産業就業者数2,147人

小国町の歴史は小国駅前のセラミックス事業所（現：クアーズテック・日本重化学工業）と関連が深く、町の開発史そのものの根幹となっている。1936年（昭和11年）に国鉄小国駅が開業、その2年後に日本電興(株) が操業を開始する。1954年（昭和29年）には民有水力発電ダムである赤芝ダムが完成し、その電力が引き込まれた。その後、東芝電興→東芝セラミックス→コバレントマテリアル→クアーズテックを経て、現在の2社となった。
観光
自然に恵まれ、新潟県境の荒川沿いの渓谷・赤芝峡（あかしばきょう）では秋の紅葉が見られる。また、毎年ゴールデンウィークには、国道113号沿いの道の駅にて石楠花祭りが開催される。

### 郵便局
- 小国郵便局 （集配局）
- 羽前津川郵便局
- 玉川郵便局
- 舟渡郵便局
- 叶水簡易郵便局
- 伊佐領簡易郵便局
- 幸町簡易郵便局
- 荒川簡易郵便局
- 五味沢簡易郵便局

### 金融機関
- 山形銀行 小国町指定金融機関

## 地域
- 古田歌舞伎
江戸時代末期から続く農民芸能で、1986年（昭和61年）に復興し、1992年（平成4年）に町指定の無形文化財に指定された。
旧小国町立沖庭小学校では、毎年小学生が歌舞伎を上演していた。

### 人口
| |                                        |  |
| 小国町と全国の年齢別人口分布（2005年） | 小国町の年齢・男女別人口分布（2005年） |  |
| ■紫色 ― 小国町 ■緑色 ― 日本全国 | ■青色 ― 男性 ■赤色 ― 女性              |  |
| 小国町（に相当する地域）の人口の推移 \| 1970年（昭和45年） \| 13,999人 \| \| \| 1975年（昭和50年） \| 12,649人 \| \| \| 1980年（昭和55年） \| 12,221人 \| \| \| 1985年（昭和60年） \| 12,096人 \| \| \| 1990年（平成2年） \| 11,315人 \| \| \| 1995年（平成7年） \| 10,715人 \| \| \| 2000年（平成12年） \| 10,262人 \| \| \| 2005年（平成17年） \| 9,742人 \| \| \| 2010年（平成22年） \| 8,862人 \| \| \| 2015年（平成27年） \| 7,868人 \| \| \| 2020年（令和2年） \| 7,107人 \| \| |                                        |  |
| 総務省統計局 国勢調査より |                                        |  |
| 1970年（昭和45年） | 13,999人                               |  |
| 1975年（昭和50年） | 12,649人                               |  |
| 1980年（昭和55年） | 12,221人                               |  |
| 1985年（昭和60年） | 12,096人                               |  |
| 1990年（平成2年） | 11,315人                               |  |
| 1995年（平成7年） | 10,715人                               |  |
| 2000年（平成12年） | 10,262人                               |  |
| 2005年（平成17年） | 9,742人                                |  |
| 2010年（平成22年） | 8,862人                                |  |
| 2015年（平成27年） | 7,868人                                |  |
| 2020年（令和2年） | 7,107人                                |  |

### 教育
高等学校
- 山形県立小国高等学校
- 基督教独立学園高等学校

中学校
- 小国町立小国中学校
- 小国町立叶水中学校

小学校
- 小国町立叶水小学校
- 小国町立小国小学校

## 出身有名人
- 神幸勝紀…1970年代から1980年代にかけて活躍した、大相撲力士（小国中学校卒、小国高校中退）。

## 交通

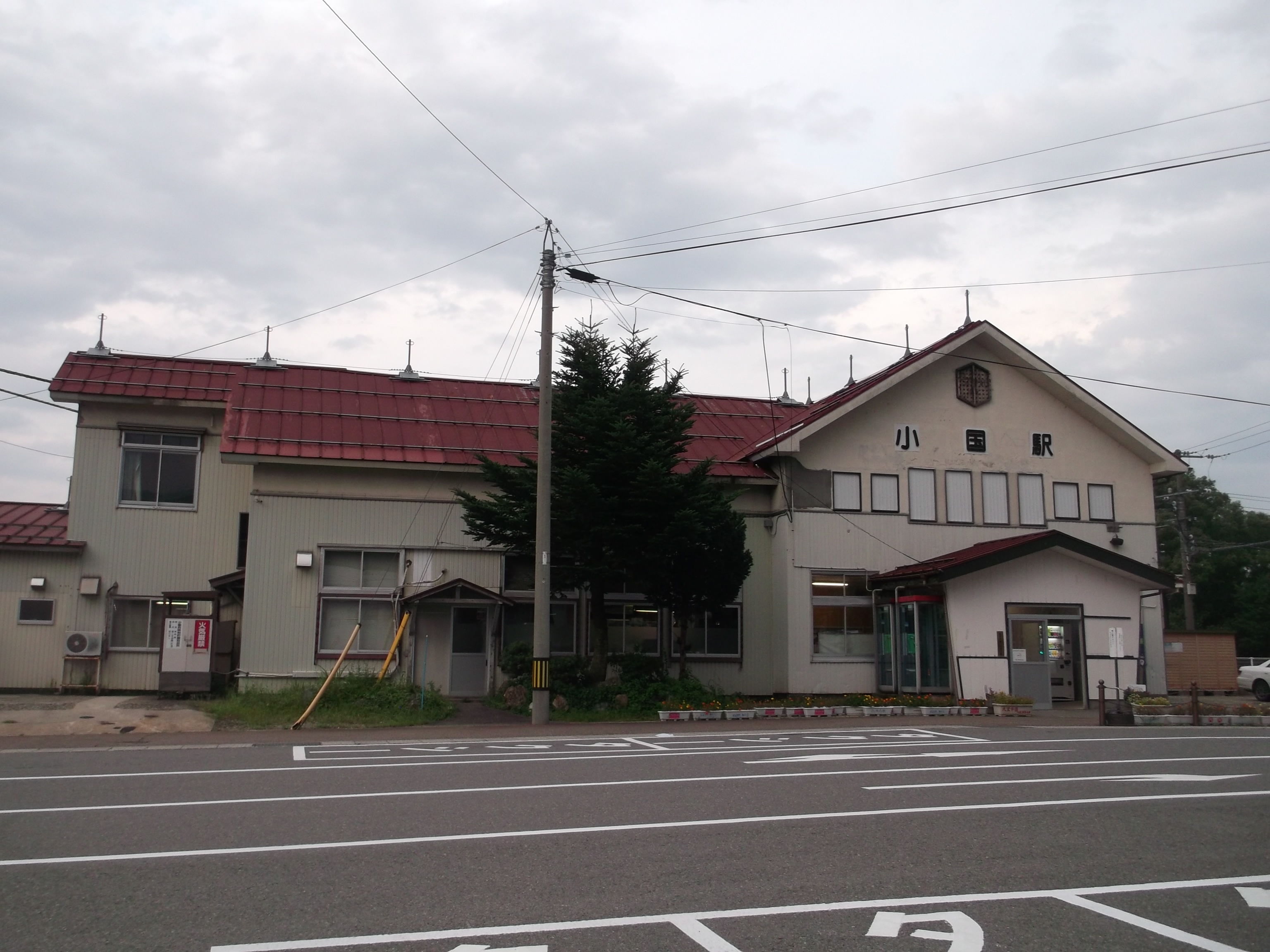
小国駅

### 最寄の空港
- 新潟空港
- 山形空港

どちらの空港からも小国町に直行する公共交通機関はない。なお、新潟空港まで向かうほうが所要時間がやや短い。

### 鉄道路線
- 東日本旅客鉄道（JR東日本）
  - 米坂線：羽前沼沢駅、伊佐領駅、羽前松岡駅、小国駅(休止中)

### バス路線
- 都市間バス
  - Zao号(山交バス、新潟交通)

山形市に直行する唯一の、新潟市に直行するほぼ唯一の交通手段であり、乗降共に可能である。
- 小国町営バス

### 道路
- 高速道路

域内に高速道路はない。最寄りの高速道路出口は E13 東北中央自動車道米沢北IC(米沢市)もしくは E7 日本海東北自動車道荒川胎内IC(新潟県村上市)。
- 一般国道
  - 国道113号
- 県道
  - 主要地方道
    - 山形県道8号川西小国線
    - 山形県道15号玉川沼沢線

## 観光や宿泊施設
- 道の駅白い森おぐに（国道113号沿い 横根スキー場、レストランと隣接）
- 横根スキー場(スキーとスノーボード場)[8][9] - 平野歩夢選手が幼い頃に練習した。
- 飯豊山ろく温身平周辺（日本初の森林セラピー基地 のひとつ）
  - 飯豊温泉
    - 梅花皮荘（国民宿舎 森林セラピー基地内）
    - 川入荘（森林セラピー基地内）

  - 梅花皮の滝（世界百名瀑）
- 健康の森横根（町中心部 森林散策、バンガロー、キャンプ、カヌー体験等）
- 白い森交流センターりふれ（五味沢 宿泊 木工館併設 野外能舞台）
- 白い森オートキャンプ場（五味沢 オートキャンプ場）
- 観光わらび園（日本初の観光わらび園を含む町内23箇所）
- 赤芝峡（国道113号沿い 紅葉の名勝）
- 樽口峠（樽口 飯豊山脈の壮大なパノラマ）
- 黒沢峠（黒沢 旧越後街道十三峠の敷石道）
- 熊祭り（小玉川 毎年ゴールデンウィークに開催）
- 雪の学校（五味沢 毎年3月上旬に開催 マタギと雪山トレッキング等の体験プログラム）
- 山菜の学校（町内各地 毎年6月に開催 山菜の採り方、調理法等の体験プログラム）
- 白い森おぐに湖（荒川水系横川にある、横川ダムによる人造湖）